# Richard Anconina
Richard Anconina (ur. 28 stycznia 1953 w Paryżu) – francuski aktor filmowy.

## Życiorys
Urodził się jako syn restauratora – Żyda hiszpańskiego pochodzenia. Opuścił szkołę elektromechaniczną ze świadectwem kwalifikacji zawodowych. 
W 1977 po raz pierwszy pojawił się przed kamerą w komedii W jaki sposób zostać zreformowanym (Comment se faire réformer) w roli ortodoksyjnego  Żyda. Wystąpił na scenie w spektaklu wystawianym przez Roberta Hosseina Dzwonnik z Notre Dame (1978) oraz przedstawieniu L'étrangleur s'excite (1981) u boku Jeana Rocheforta. 
Później zagrał w komedii Claude'a Zidi Fajtłapa (Inspecteur la Bavure, 1980) z Coluche i Gérardem Depardieu i dramacie Słowa i muzyka (Paroles et musique, 1984) z Catherine Deneuve, Christopherem Lambertem i Charlotte Gainsbourg.
Za rolę młodego Araba Bensoussana, drobnego handlarza narkotyków w dramacie Cześć, pajacu (Tchao pantin, 1983) z Coluche otrzymał nagrodę Cezara dla najlepszego aktora drugoplanowego i największej nadziei kina. Kolejną nominację do Cezara zdobył za postać Alberta Duviviera w komediodramacie przygodowym Claude'a Leloucha Podróż rozpieszczonego dziecka (Itinéraire d'un enfant gâté, 1988) u boku Jean-Paula Belmondo. Pomimo tych wyróżnień, zaczął podróż przez pustynię zakończoną w 1997 roku, gdy powrócił na ekran w komedii romantycznej Czy ja mógłbym cię okłamać? (La Vérité si je mens, 1997) z udziałem Vincenta Elbaza.
W 2002 był jurorem na festiwalu kina amerykańskiego w Deauville. Zasiadał również w jury Złotej Kamery na 67. MFF w Cannes (2014).

## Wybrana filmografia

### Filmy fabularne
- 1978: Les Réformés se portent bien jako Żyd
- 1978: Comment se faire reformer jako Benhimol Lévy
- 1979: Démons de midi
- 1980: Fajtłapa (Inspecteur la Bavure) jako Philou
- 1980: Le Bar du téléphone jako Boum-Boum
- 1980: A vingt minutes par le R.E.R. jako Le jeune homme
- 1981: Wybór broni (Le Choix des armes) jako Dany
- 1981: Asphalte jako Un pilleur
- 1981: Czarna szata mordercy (Une Robe noire pour un tueur) jako Un jeune drogué
- 1981: Prowincjuszka (La Provinciale)
- 1981: Le Petit pommier jako Paul
- 1981: L'Arme au bleu jako Bakouche
- 1982: Emmenez-moi au théâtre: L'étrangleur s'excite jako Harold Delaunnay
- 1983: Cap Canaille jako Mayolles
- 1983: Cześć, pajacu (Tchao pantin) jako Bensoussan
- 1983: Une pierre dans la bouche jako Marc
- 1983: Le Jeune marié jako Baptysta
- 1983: Uderzenie (Le Battant)
- 1984: L'Intrus jako Gilles
- 1984: Słowa i muzyka (Paroles et musique) jako Michel
- 1985: Rozstania i powroty (Partir, revenir) jako Vincent Rivière
- 1985: Policja (Police) jako Lambert
- 1986: Le Môme jako Willie
- 1986: Czerwona strefa (Zone rouge) jako Jeff Montelier
- 1987: Levi i Goliat (Lévy et Goliath) jako Moise Lévy
- 1988: Podróż rozpieszczonego dziecka (Itinéraire d'un enfant gâté) jako Albert Duvivier, dit Al
- 1988: Envoyez les violons jako Frederic 'Fred' Segal
- 1988: Se lo scopre Gargiulo jako Ferdinando
- 1990: Miss Missouri jako Nathan Leven
- 1990: Le Petit criminel jako Le Flic, Gérard
- 1992: A quoi tu penses-tu? jako Pierre
- 1992: La Place du pere jako Vincent
- 1994: Hańba i chwała (Fall from Grace) jako Paul LeMaire
- 1996: Herkules i Sherlock (Hercule et Sherlock) jako Bruno
- 1997: Czy ja mógłbym cię okłamać? (La Vérité si je mens) jako Eddie Vuibert
- 1997: Spadkobiercy (Les Héritiers) jako Nick Savona
- 2000: Six-Pack jako Nathan
- 2001: Jak mamę kocham, nie kłamię 2 (La Vérité si je mens! 2) jako Eddie
- 2002: Tajniak (Gangsters) jako Franck Chaievski
- 2004: Alive jako Alex Meyer
- 2007: Dans les cordes jako Joseph
- 2009: Morderczy rój jako François

### Seriale TV
- 1980: Médecins de nuit jako Rico
- 1980: Les Héritiers jako Pierrot